# Liste der Naturdenkmale in Duchroth
Die Liste der Naturdenkmale in Duchroth nennt die im Gemeindegebiet von Duchroth ausgewiesenen Naturdenkmale (Stand 7. März 2024).

## Naturdenkmale
| Nr.         | Bezeichnung   | Lage                                            | Beschreibung                                                                    | Bild                                    |
| ----------- | ------------- | ----------------------------------------------- | ------------------------------------------------------------------------------- | --------------------------------------- |
| ND-7133-423 | Hockersfels   | westlich des Ortes; Abteilung Hockersfels Lage  | Felswand                                                                        | Direkt Bild zu diesem Denkmal hochladen |
| ND-7133-428 | Schillerstein | südwestlich des Ortes an der L 235 Lage         | Sandsteinmonolith mit Belastungswülsten, darin eingesetzt ein Schillermedaillon | Fotos hochladen                         |
| ND-7133-452 | Auf dem Fels  | westlich des Ortes; Abteilung Auf dem Fels Lage | flächenhaftes Naturdenkmal                                                      | Direkt Bild zu diesem Denkmal hochladen |

## Ehemalige Naturdenkmale
| Nr. | Bezeichnung    | Lage                   | Beschreibung                             | Bild                                    |
| --- | -------------- | ---------------------- | ---------------------------------------- | --------------------------------------- |
|     | Zweigabeleiche | südlich des Ortes Lage | Quercus sp.; Rechtsverordnung aufgehoben | Direkt Bild zu diesem Denkmal hochladen |